# فانوسقه
فانوسقه (فانسقه، فانوسکا، فانوسکه یا جای فشنگ) از لوازم سربازان است.
فانوسقه کمربند پهنی است از جنس برزنت که برای حمل فشنگ و قمقمه و ابزارهای دیگر، گیره‌ها و خانه‌های متعدد دارد. 
طبق لغت‌نامه دهخدا، کلمه فانسقه روسی است و به معنی جای فشنگ.  در زبان انگلیسی به آن کمربند تجهیزات (Equipment belt) نام دارد زیرا علاوه بر خشاب می‌توان قطب نما، قمقمه، سرنیزه (چاقوی نظامی) و نارنجک دستی را نیز  بر روی آن سوار کرد.
فانسقه‌سازی در روستای هوجقان آذربایجان شرقی به‌طور سنتی  رواج فراوان داشته است.